# Somerset West and Taunton
Somerset West and Taunton era un distretto del Somerset, Inghilterra, con sede a Taunton. Vi risiedono 144 862 abitanti. Il distretto fu creato con il 1º aprile 2019 dalla fusione Taunton Deane ed West Somerset. Nel 1º aprile 2023 si è allargato fondendosi nel distretto Somerset.